# St. Peters Bay
St. Nicholas é um município rural canadense localizado no Condado de Kings, na Ilha do Príncipe Eduardo. A população no censo de 2016 era de 237 pessoas.